# Xenia Tchoumitcheva
Xenia Tchoumitcheva, znana też jako Xenia Tchoumi (ros. Ксения Чумичёва, ur. 5 sierpnia 1987 w Magnitogorsku) – szwajcarska modelka, aktorka i blogerka rosyjskiego pochodzenia.

## Życiorys
Urodzona 5 sierpnia 1987 w Magnitogorsku. W 1993 roku w wieku 6 lat wraz z rodziną wyemigrowała do Lugano w Szwajcarii. W 2010 roku ukończyła trzyletnie studia licencjackie w dziedzinie ekonomii na Uniwersytecie w Lugano. Zna biegle pięć języków (włoski, rosyjski, niemiecki, francuski i angielski).